# Ökozid (Fernsehfilm)
Ökozid ist ein von der ARD produzierter Fernsehfilm. Regie führte Andres Veiel. Die Erstausstrahlung des Films erfolgte am 18. November 2020 im Rahmen der ARD-Themenwoche #WieLeben im Programm Das Erste. Die daran anschließende Talkshow maischberger. die woche befasste sich mit dem bereits im Film angesprochenen Thema: Die Klimakrise – Deutschland auf der Anklagebank. Zuvor war der Film bereits in der ARD-Mediathek verfügbar. Der Titel bezieht sich auf den unterschiedlich gebrauchten Begriff Ökozid.

## Inhalt
Eine Kernfrage des Films ist: Gibt es ein Recht auf eine unversehrte Natur? Aus Artikel 6 der UN-Konvention, dem Recht auf Leben, kann, so die Kläger, abgeleitet werden, dass die Bundesrepublik Deutschland ihre völkerrechtliche Pflicht verletzt hat, einer Erhöhung der weltweiten CO2-Konzentration entgegenzuwirken. Die Kläger sind 31 Staaten des Globalen Südens, die im Juli 2034 die Bundesrepublik Deutschland vor dem Internationalen Gerichtshof auf einen Schadenersatz von jährlich 60 Milliarden Euro für die Folgen des Klimawandels verklagen. Sie werden vertreten von den Anwältinnen Larissa Meybach, die schon als Jugendliche gegen die Kohle demonstriert hat, und ihrer Chefin Wiebke Kastager, die hinter Meybachs Rücken mit dem Anwalt der BRD, Victor Graf, über einen Vergleich verhandelt.
Nachrichtensendungen, unter anderem mit Ingo Zamperoni, verkünden, das Gericht tage in Berlin-Tegel, da nach einer dritten Sturmflut in Folge das Gerichtsgebäude im Haag habe geräumt werden müssen. Die Verhandlungen werden von dem Richter Hans-Walter Klein aus der Schweiz geleitet. Neben ihm sitzen drei Frauen und ein weiterer Mann auf der Richterbank. Als Zeugen sollen im Verfahren Angela Merkel und Gerhard Schröder gehört werden, der sich wegen seiner schlechten gesundheitlichen Verfassung zur Behandlung in Russland aufhält. Merkel hingegen ist teilweise anwesend, wird befragt und hält am Ende ein Schlussplädoyer.
Als weitere Zeugen werden unter anderem der Brandenburger Landwirt Hannes Schwerdtner von der Verteidigung präsentiert, dem wegen Dürre und Waldbränden, die man in eingespielten Nachrichtenclips sieht, wenige Rinder geblieben sind. So wird argumentiert, dass der Klimawandel auch die Deutschen betrifft, denen geholfen werden müsse.
Sulab Makan, Anwalt aus Bangladesch, macht im Zeugenstand auf die Folgen von Überschwemmungen und Waldrodungen aufmerksam. Die Rodungen geschahen zum Zweck des Baus von Kohlekraftwerken, die mit Mitteln der deutschen Kreditanstalt für Wiederaufbau finanziert wurden.
Filmausschnitte zeigen Bundesumweltministerin Angela Merkel, die die 1997 in Kyoto beschlossene Absenkung der Treibhausgase erst ab 2012 als „unbefriedigend“ bezeichnet hatte, wie auch Gerhard Schröder beim Besuch einer Steinkohlenzeche. Ferner gibt es eine Diskussion über SUVs und die Kohlendioxid-Grenzwerte für die Automobilindustrie.
Neben den Nachrichteneinspielern sieht man die Figuren in Verhandlungspausen im gleißenden Licht eines Hitzesommers. Nebenbei verfälscht der junge Social-Media-Operator Laurenz Opalka Aufzeichnungen aus dem Gerichtssaal, um öffentlichen Protest zu schüren, den die Nachrichten verkünden.
Nachdem die Kläger Kastager wegen ihres angestrebten Vergleichs das Mandat entzogen haben, kämpft Meybach für eine Verurteilung der BRD – mit Erfolg.

## Historischer Hintergrund
Die historischen Hintergrundinformationen im Film beruhen auf der Doktorarbeit des Politikwissenschaftlers Matthias Corbach, der den Lobbyismus von Energiekonzernen in Deutschland anhand der Einführung des EU-Emissionshandels untersucht hat. Um die nötige Quelleneinsicht in Akten usw. für seine Forschung zu erlangen, hatte Corbach zuvor einen mehrjährigen Rechtsstreit gegen das Bundeskanzleramt und die Bundesministerien für Wirtschaft geführt und gewonnen.

## Juristische Szenarien
Bei der Erarbeitung des Drehbuchs waren die Filmautoren Andres Veiel und Jutta Doberstein im Austausch mit Wissenschaftlerinnen und Wissenschaftlern des Max-Planck-Instituts für ausländisches öffentliches Recht und Völkerrecht in Heidelberg.

## Wissenschaftlicher Faktencheck
Zwei Wissenschaftler der Max-Planck-Gesellschaft, Dr. Hauke Schmidt vom Max-Planck-Institut für Meteorologie und Dr. Thomas Sparks vom Max-Planck-Institut für ausländisches öffentliches Recht und Völkerrecht, unterzogen den Film „Ökozid“ im Gespräch mit dem YouTuber Doktor Whatson einem Faktencheck und prüften dabei die Plausibilität der im Film verwendeten meteorologischen und juristischen Szenarien.

## Rezeption
Der Film wurde kontrovers aufgenommen:
Gabriele Schoder stellte in der Badischen Zeitung vom 16. November 2020 fest: „… es ist keine leichte Kost, was Andres Veiel und seine Ko-Autorin Jutta Doberstein da auffahren. Ob die Verhinderung eines wirkungsvollen europäischen Emissionshandelssystems in der Regierung Schröder oder in der Regierung Merkel die Entschärfung der Schadstoffvorschriften für Autos: Veiel setzt ganz auf Zahlen, Fakten, Details.“ Schoder stellte die Frage: „Hätte der vielfach ausgezeichnete Regisseur […] seinen wie immer akribisch recherchierten Stoff nicht vielleicht besser in einem Dokumentarfilm verarbeiten sollen, der ja ohnehin seine eigentliche Domäne ist?“ Die selbst gegebene Antwort lautete: „Nein. Denn gerade die semifiktionale Präsentation, verbunden mit einem starken Soundtrack und Einspielern von Überschwemmungen, Hurrikans, Dürren und Tiersterben sind der emotionale Türöffner für eine differenzierte Auseinandersetzung mit dem Thema. Keine Frage, Veiel ist entsetzt über die Verfehlungen deutscher Klimapolitik in den letzten 20 Jahren, agitatorische Klischees jedoch fährt er nie auf.“ Film und Thema seien „nicht nur anstrengend […], sondern auch informativ, gut gespielt und zunehmend spannend.“ Und der Film komme „genau zur richtigen Zeit: Im Rahmen der Green-Deal-Debatte der Europäischen Union stehen am 18. November Emissionsreduktion und Wasserstoff auf der Agenda, eine Woche später Erneuerbare Energien im Verkehrssektor.“
„Unter dem Eindruck grüner Wahlerfolge und der Fridays-for-Future-Bewegung inszeniert Regisseur Andreas Veiel (»Black Box BRD«) die Verhandlung als stark faktenlastiges Kammerspiel. Ursprünglich geplant war eine Dokumentation zum klimapolitischen Versagen und Bremsen der Bundesrepublik, und das merkt man. Das Gewicht der Zahlen, Zitate und informativen Filmausschnitte (Merkel zu den Beschlüssen von Kyoto) lastet schwer auf der Veranstaltung“, äußerten Arno Frank und Gerald Traufetter im Spiegel. In »Ökozid« werde „der moralische Zeigefinger gern und oft gehoben, ein bisschen zu oft“. So lasse der von Edgar Selge gespielte Richter „immer wieder seine Sympathie für die Ökokämpfer durchscheinen“. Der von Ulrich Tukur verkörperte Anwalt, der die Bundesrepublik vertrete, sei „ein bornierter Rechtsverdreher“. Und weiter: „Auf der Anklagebank [!] sitzt allerdings nur die Ex-Kanzlerin. Gerhard Schröder, eine schöne Pointe des Films, lässt sich 2034 wegen seines schlechten Gesundheitszustands lieber »in der russischen Föderation« behandeln“. Das dramaturgische wie didaktische Dilemma von »Ökozid« liegt darin, dass heute – noch – abzuwenden ist, was 2034 nicht abgewendet worden sein wird. Durchschlagen wird dieser gordische Knoten nach mancherlei Volte am Ende ausgerechnet von – einer salbungsvollen Rede der Altkanzlerin. Und das grenzt, so lehrreich das Lehrstück und hehr die Absichten auch sein mögen, dann doch an Merkel-Kitsch.
Alex Rühle wies in der Süddeutschen Zeitung darauf hin, dass Andres Veiel für seine minutiös recherchierten Dokumentarfilme berühmt geworden sei (Blackbox BRD, Die Spielwütigen), Hier habe er „das Genre gewechselt und einen in der Zukunft verorteten Spielfilm gedreht“. […] „Zum mutigen Kunstwerk“ werde „dieser Film dadurch, dass die eigentlichen Hauptfiguren hier die Fakten und Argumente“ seien. Denn: „Sie belegen, dass Deutschland seit 30 Jahren alle konsequente Umweltpolitik blockiert und aushebelt.“
Kurt Sagatz lobte im Tagesspiegel: „Dabei scheut der Film nicht davor zurück, Firmen wie RWE und Vattenfall sowie BMW und Daimler-Benz beim Namen zu nennen und den Lobbyismus zu thematisieren.“
Oliver Jungen stellte in der Frankfurter Allgemeinen Zeitung klar: „Es bleibt der Eindruck, dass ‚Ökozid‘ nicht nur zur hierzulande beliebten Gattung der sich moralisch überhebenden Verurteilungsfilme gehört – was an sich schon ein sehr reines Gewissen erfordert (die Sache mit dem ersten Stein) –, sondern dass er dieselbe mit einem Schauprozess und Scheinjustiz auf eine neue Stufe hebt.“ Weiter wies Jungen darauf hin, dass „dem gesellschaftlichen Klima das retrospektive Ausmachen von Schuldigen“ wenig nütze. Denn: „Dem, was da auf uns zurollt, können wir nur gemeinsam entgegentreten.“
Für Maximilian Haase war eindeutig: „Wichtiger kann ein Fernsehfilm kaum sein: … Geklärt werden muss die gegenwärtig entscheidende Frage: Sind Staaten verpflichtet, gegen den Klimawandel vorzugehen?“
Wolfgang Platzeck von der WAZ war der Meinung: „Der Fernsehfilm ‚Ökozid‘ ist ein für deutsche Fernseh-Verhältnisse geradezu sensationeller und bestechend besetzter Justiz-Thriller.“
In der Jüdischen Allgemeinen verwahrte sich Jan-Philipp Hein gegen den Film: „Dass die ARD hier ein Machwerk produziert hat, das wie von der Endzeitsekte »Extinction Rebellion« erdacht wirkt, ist der eigentliche Skandal: Die beiden Autoren hatten, wie man hier sehen kann, die Nürnberger Prozesse vor Augen, als sie ihre Idee entwickelten. Man muss also ganz klar sagen: Sie hatten nichts Geringeres vor, als den Holocaust zu relativieren. Und damit sind sie Teil eines Klimadiskurses, der grundsätzlich wichtig und richtig ist, aber schon länger völlig aus den Fugen geraten und heillos überhitzt ist. [...] Es war der Gründer von »Extinction Rebellion«, Roger Hallam, der dem »Spiegel« vor einem Jahr in einem Interview sagte: »Der Klimawandel ist nur das Rohr, durch den Gas in die Gaskammer fließt. Er ist nur der Mechanismus, durch den eine Generation eine andere tötet.« Dass die ARD aus der Idee hinter diesem Satz, in dem keine Silbe und kein Gedanke richtig ist, einen Film macht und eine solche Idee alle Instanzen der Senderfamilie bis zur Ausstrahlung zur besten Sendezeit auf dem besten Kanal mit Erfolg durchläuft, ist nichts anderes als ein Skandal […].“
Stefan Reineckes Meinung zum Film: „Veiel inszeniert kein Tribunal ‚Gut gegen Böse‘, sondern ein rhetorisches Ringen zwischen dem soliden, interessegeleiteten bundesdeutschen Pragmatismus und globaler Moral. Viele Halbtotalen, weniger Nahaufnahmen. ‚Ökozid‘ will nicht suggerieren, sondern zur Debatte stellen.“
Christiane Grefe führte in der Zeit aus: … Vor Gericht sind, wenngleich meist mit erfundenen Namen, historische Akteure aufgerufen, und ihre Aussagen gründen auf Aktenauswertung. Dafür steht der vielfach preisgekrönte Regisseur Andres Veiel. Seine Dokumentar- und Spielfilme wie seine Theaterstücke (Black Box BRD, Das Himbeerreich) schillern oft zwischen Interpretation und Wirklichkeit, sind aber stets akribisch recherchiert. […] enorme Spannung bezieht das aufklärerische Kammerspiel aus seiner Brisanz.